# Barbus innocens
Barbus innocens е вид лъчеперка от семейство Шаранови (Cyprinidae).

## Разпространение
Видът е разпространен в Бурунди, Малави и Танзания.